# Poliśke (obwód rówieński)
Poliśke (ukr. Поліське) – wieś na Ukrainie, w obwodzie rówieńskim, w rejonie rówieńskim. W 2022 liczyła 1519 mieszkańców.
Do 1963 roku miejscowość nosiła nazwę Pohorełówka (ukr. Погорілівка, Pohoriliwka).
W okresie międzywojennym wieś znajdowała się w granicach II RP, wchodząc w skład gminy Ludwipol w powiecie kostopolskim, w województwie wołyńskim.